# Caradrina rougemonti
Caradrina rougemonti är en fjärilsart som beskrevs av Arnold Spuler 1906. Caradrina rougemonti ingår i släktet Caradrina och familjen nattflyn. Inga underarter finns listade i Catalogue of Life.